# Grobšto gamtinis rezervatas
Grobšto gamtinis rezervatas, česky lze přeložit jako přírodní rezervace Grobštas, je přírodní rezervace v Národním parku Kurská kosa na Kurské kose poblíž litevsko-ruské státní hranicie v západní Litvě. Nachází se na území městečka Nida ve městě/okrese Neringa v Klaipėdském kraji. Východní část rezervace je daná pobřežím Kurského zálivu a západní část je tvořena pobřežím Baltského moře.

## Historie a popis
Nejvyšším geografickým vrcholem rezervace je písečná duna Didžioji kopa nazývaná také Sklandytojų kopa (50 m n. m.). Rezervace vznikla za účelem zachování fragmentu jedinečného přírodního komplexu oblasti Grobštas skládající se z písečné duny a jejich přesypů, zalesněné plochy, pobřežní nivy a pískových pláží. Jsou zde lokality vzácných rostlinných a živočišných druhů. Vyznačuje se jedinečnou krajinou s výraznými tvary reliéfu. Rezervace byla zřízena 19. 12. 1994. V minulosti zde byla původní osada Nida, která je dnes zavátá pískem. Rozloha rezervace je 277,33 ha a nachází se mezi údolím pod populární písečnou dunou Parnidžio kopa a státní hranicí s Kaliningradskou oblastí Ruska. Didžioji kopa, byla kdysi nejvyšší dunou na Kurské kose (70 m n. m.), ale vlivem silných podzimních větrů klesla na současných cca 50 m n. m. Didžioji kopa je také spojena se zaniklou Školou kluzákového létání v Nidě (Nidos sklandymo mokykla).

## Další informace
Do jádra rezervace je vstup zakázán, avšak lze podniknout placenou túru s průvodcem. Přes rezervaci vede silnice 167 z hraničního přechodu Morskoje–Nida s cyklostezkou a mezinárodními turistickými trasami Baltská pobřežní turistická trasa, Svatojakubská cesta a evropská dálková trasa E9. Kolem severovýchodní části rezervace vede okružní turistická stezka Okolo Nidy (Aplik Nidą).

## Galerie

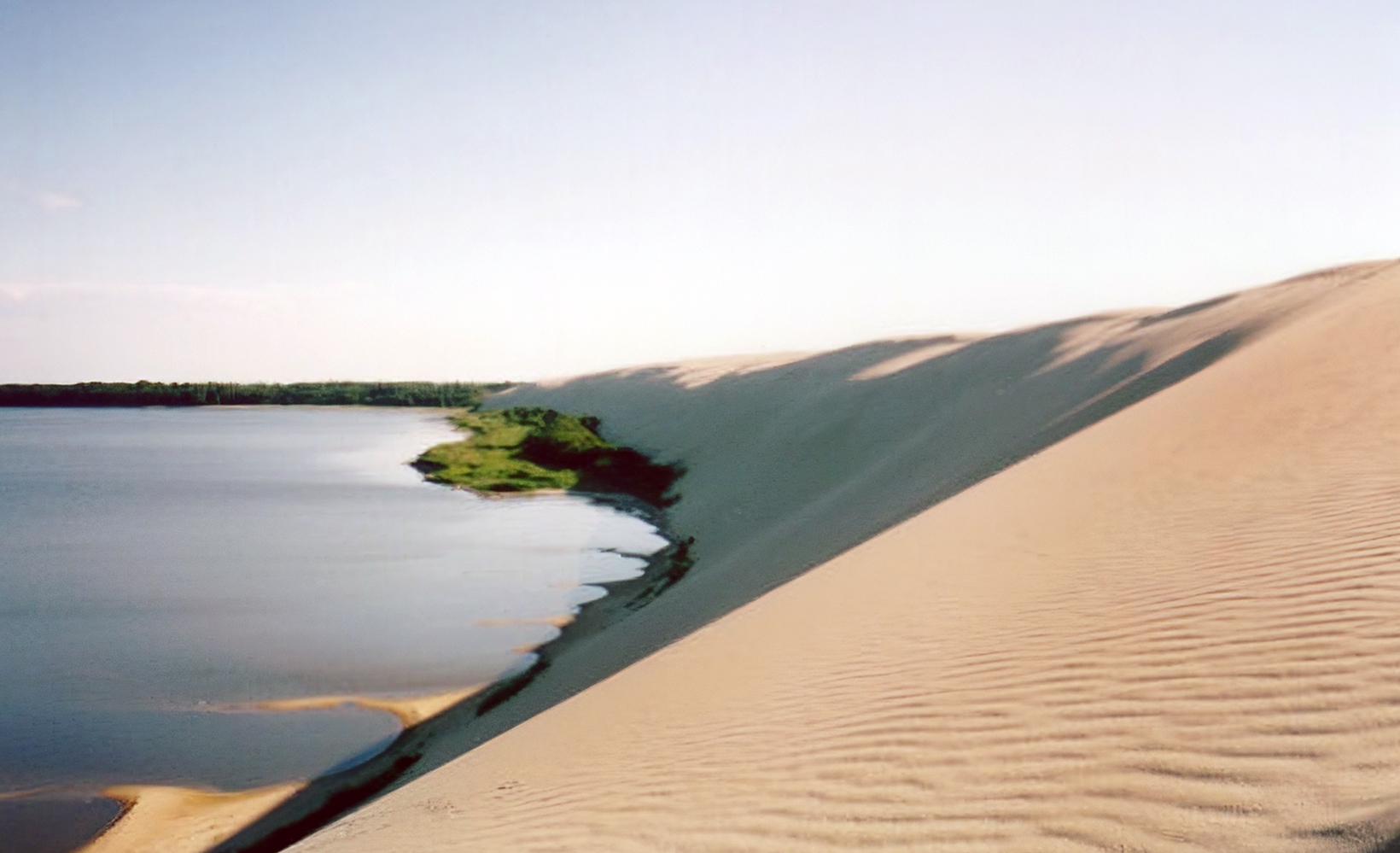
Didžioji kopa
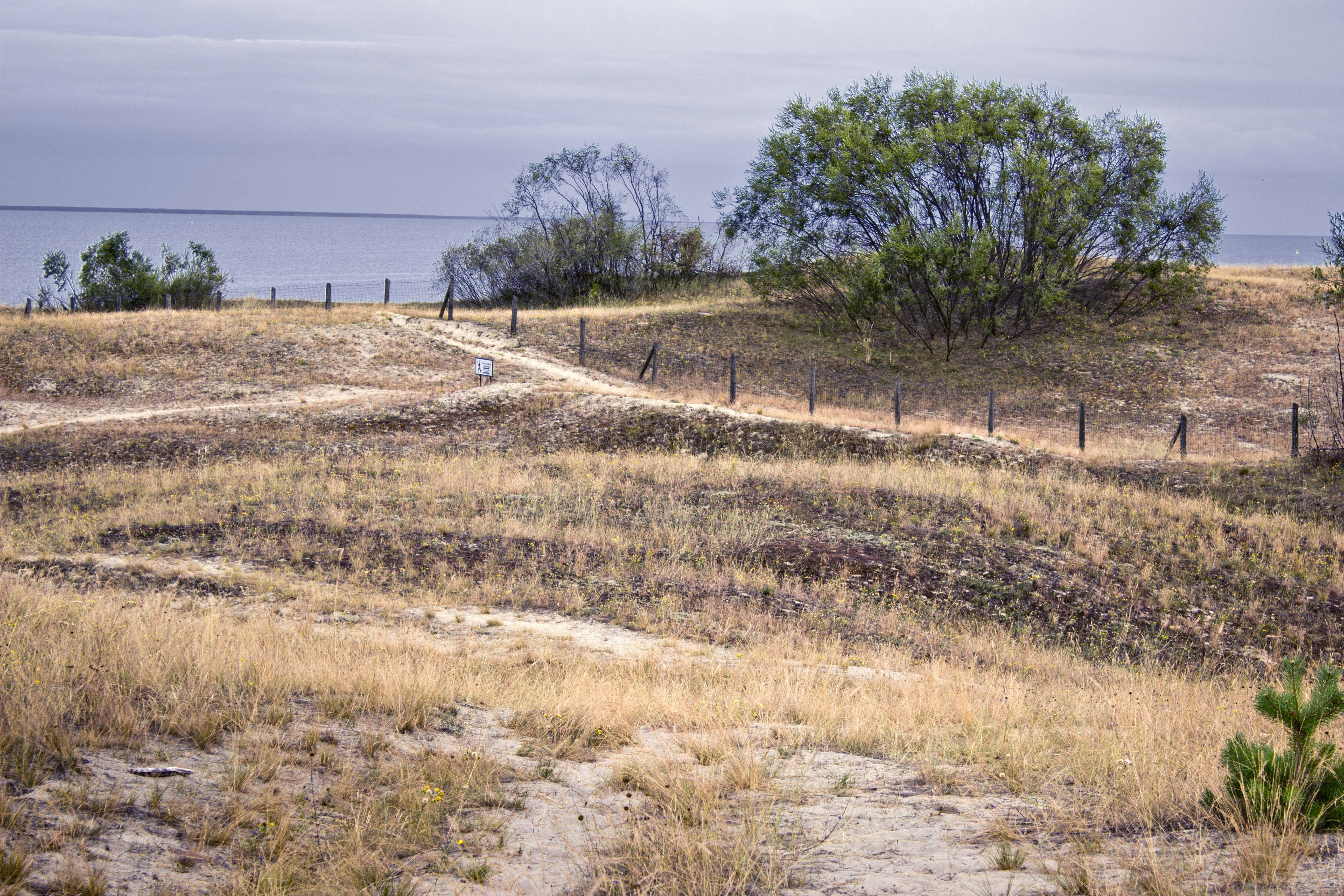
Turistická stezka Okolo Nidy (Pėsčiųjų maršrutas Aplink Nidą)